# 30268 Jessezhang
30268 Jessezhang è un asteroide della fascia principale. Scoperto nel 2000, presenta un'orbita caratterizzata da un semiasse maggiore pari a 2,5904802 UA e da un'eccentricità di 0,1469514, inclinata di 1,44293° rispetto all'eclittica.